# Jenisze

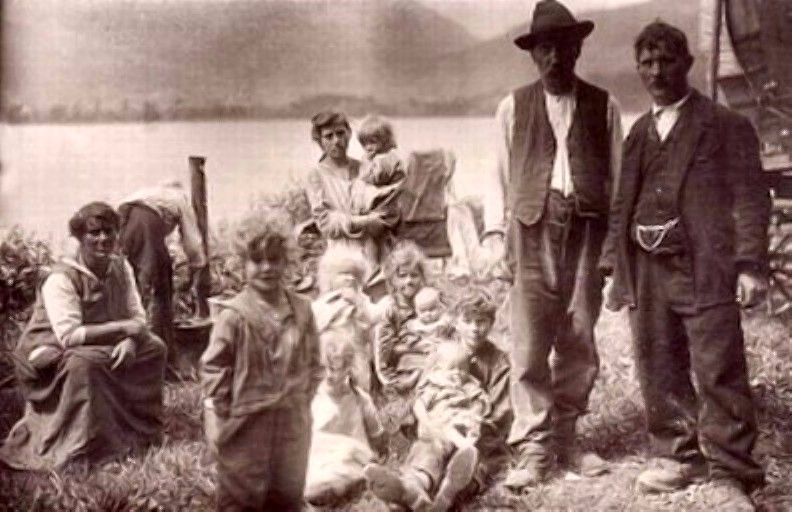
Jenisze nad jeziorem Lauerzersee w Szwajcarii w 1928 r.

Jenisze (z ang. Yeniche lub Jenische) – grupa etniczna zamieszkująca w Europie, stanowiąca trzecią co do wielkości koczowniczą populację tego kontynentu. Mieszkają w zachodniej części Europy, głównie w Niemczech, Austrii, Szwajcarii i częściowo we Francji. Mianem „Yenische” nazywa się tych, który zamieszkują Francję i Belgię, zaś „Jenische” do mieszkańców Holandii, Niemiec, Szwajcarii i Austrii. Najwięcej Jeniszów zamieszkuje Nadrenię i jej okolicę. 
Jeniszów często zalicza się do Cyganów, od których jednak różnią się językiem, (zbliżonym do szwajcarskich dialektów niemczyzny) oraz odmienną kulturą, w której bardzo ważną rolę odgrywa rozbudowany system tabu, przez co równie często uważani są za zupełnie inną od Cyganów grupę etniczną. Z kolei zbieżny z Romami tradycyjny, wędrowny tryb życia wykształcił u nich liczne podobieństwa, dotyczące zwłaszcza kultury materialnej, stosunków rodzinnych i tradycyjnych zajęć.  Jenisze żyją w wielopokoleniowych rodzinach.
Pochodzenie tej grupy etnicznej nie jest jasne i istnieje na ten temat wiele hipotez; sami Jenisze uważają się za potomków starożytnych Celtów, co stoi w sprzeczności z faktem, że mimo rzekomych celtyckich korzeni, uważają się za grupę Romów, która to grupa jest indyjskiego pochodzenia i nie ma z Celtami nic wspólnego.

## Prześladowania w Szwajcarii
Do lat 70. XX wieku, rząd szwajcarski prowadził półoficjalną politykę wynarodowiania Jeniszów. Części Jeniszów odbierano prawa rodzicielskie z powodu rzekomej choroby psychicznej, a ich dzieci oddawane były do adopcji przez rodziny szwajcarskie. Program ten nazywał się „Kinder der Landstraße”. 590. dzieci zostało odebranych rodzicom i umieszczonych w rodzinach zastępczych, sierocińcach, a nawet w więzieniach. W dzisiejszych czasach w Szwajcarii mieszka około 35 tysięcy Jeniszów, głównie w Gryzonii. Jednak tylko 5 tys. nadal prowadzi tradycyjny, wędrowny styl życia.

## Powieść i film „Sierpniowa mgła”
Na podstawie powieści Roberta Domesa Nebel im August (Sierpniowa mgła) z 2008 r. nakręcony został w 2016 r. film fabularny prod. niemiecko-austriackiej pod takim samym tytułem (Sierpniowa mgła) o losach młodego Jenisza Ernsta Lossy w III Rzeszy.